# Barikada
Barikada (iz francoskega barrique – 'sod') je vsak predmet ali konstrukcija, ki ustvarja oviro ali prepreko za nadzor, blokiranje prehoda ali prisiljevanje pretoka prometa v želeno smer. Kot vojaški izraz barikada označuje vsako improvizirano terensko utrdbo, na primer na mestnih ulicah pri urbanem bojevanju.
Med barikade spadajo tudi začasne prometne barikade, katerih namen je preprečiti prehod na varovano ali nevarno območje, ali velike plošče iz cementa, katerih namen je preprečiti nasilen prehod z vozilom. Črte na barikadah in ploščah so potekajo navzdol v smeri, v kateri mora voziti promet.
Obstajajo tudi barikade ali policijske ovire za pešce, ki se včasih zaradi podobnosti z zdaj že zastarelo obliko stojala za kolesa imenujejo tudi kolesarske barikade.  Nastale so v Franciji pred približno 50 leti in se zdaj uporabljajo po vsem svetu.
Pregrade proti vozilom in protiudarne pregrade so trdne barikade, ki lahko preprečijo napade vozil in bomb.